# Яманота
Яманота (на нидерландски: Jamanota) е най-високият връх на остров Аруба (188 м).
Вижда се от целия остров. В планината се скитат диви кози и магарета, тя е и местообитание на диви папагали. От върха се открива панорамна гледка към Френския проход, където в миналото индианците са отбранявали своя остров от французите.